# Stanisław Hołownia
Stanisław Hołownia herbu własnego – elektor Augusta III Sasa w 1733 roku.